# Sienna Miller

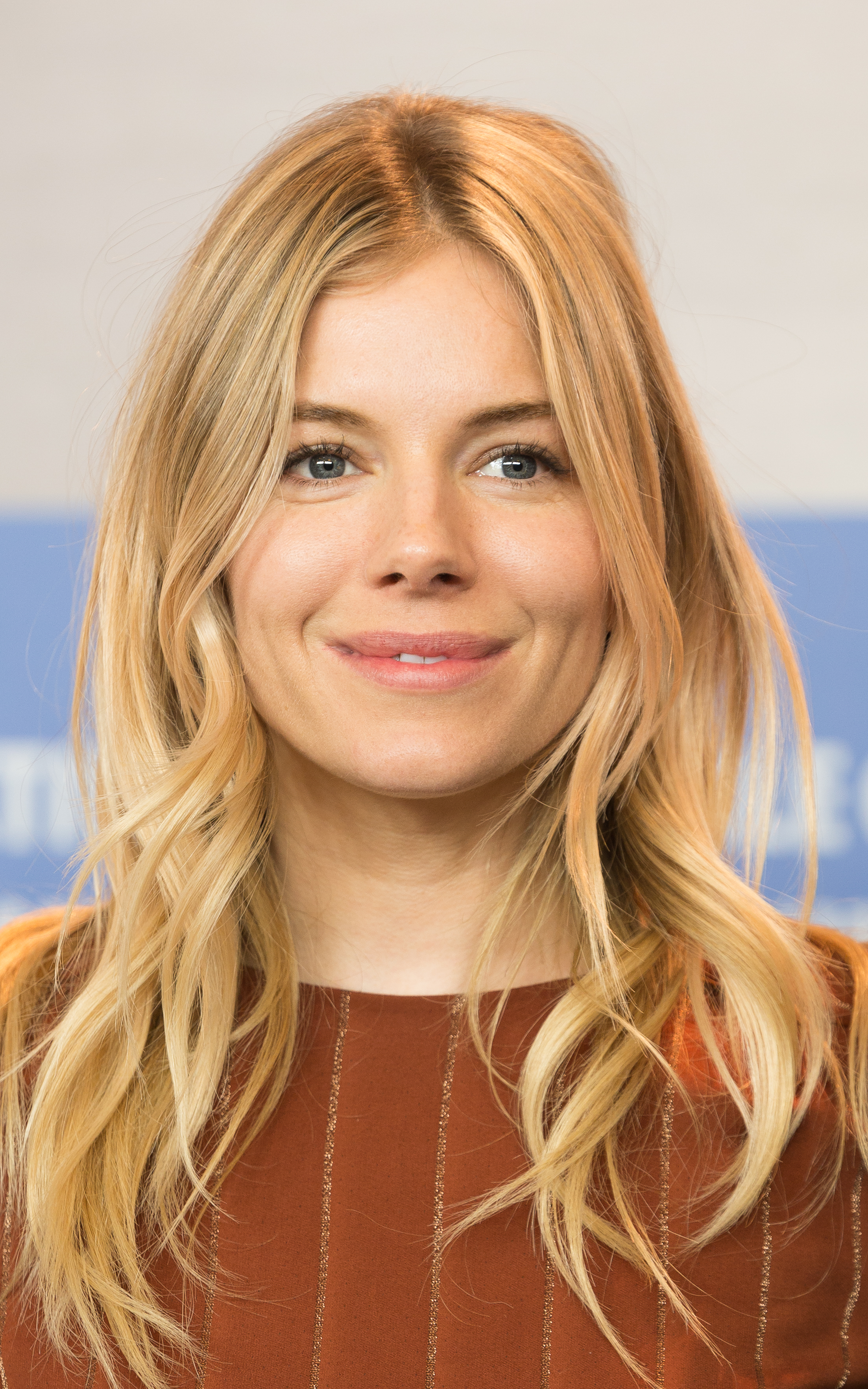
Sienna Miller auf der Berlinale 2017

Sienna Rose Diana Miller (* 28. Dezember 1981 in New York City) ist eine britisch-amerikanische Schauspielerin.

## Leben
Sienna Miller wurde in den USA geboren und wuchs in England auf. Sie besitzt einen britischen und einen US-amerikanischen Pass. Ihre in Südafrika geborene Mutter Josephine leitete die Londoner Lee-Strasberg-Schule und war Sekretärin von David Bowie.
Ihr Vater Edwin Miller ist Banker. Gemeinsam mit ihrer drei Jahre älteren Schwester, der Modedesignerin Savannah Miller, gründete sie das Label Twenty8Twelve, bei dem sie bis 2012 Co-Kreativdirektoren waren.
Außerdem hat sie zwei Halbbrüder, Charles und Stephen. Nach der Scheidung der Eltern 1987 zog Miller mit ihrer Mutter in den Londoner Stadtteil London Borough of Hammersmith and Fulham. Sie besuchte die Heathfield School in Ascot, wo sie Lacrosse spielte und mit der Schauspielerei begann.
Von 2003 bis 2006 sowie von 2009 bis 2011 war sie mit Jude Law liiert.
Von 2011 bis 2015 war sie mit dem Schauspieler Tom Sturridge zusammen, mit dem sie die im Juli 2012 geborene Tochter hat.

## Karriere
Nach ihrem Schulabschluss stand Miller mit 18 Jahren als Fotomodell für verschiedene Werbekampagnen vor der Kamera. Darunter diverse Mode-Label, Jeansmarken, Kalender und Getränke. Mit dem dadurch verdienten Geld schrieb sie sich in New York im Lee Strasberg Theatre and Film Institute ein.
Ihr Leinwanddebüt gab sie 2001 in der Romantik-Komödie South Kensington an der Seite von Elle Macpherson und Rupert Everett. 2002 bekam Miller eine Rolle in dem Independent-Film High Speed. Weitere Rollen spielte sie in der Kurzserie The American Embassy des Pay-TV-Senders FOX und in der BBC-Miniserie Bedtime.
Zu dieser Zeit unterzeichnete sie bei Paramount Pictures einen Siebenjahresvertrag. Ihr erster Auftritt danach war die Hauptrolle als Fiona Bickerton in der kurzlebigen Fox-Fernsehserie Keen Eddie. Es folgten 2004 das Londoner Krimi-Drama Layer Cake, in dem sie an der Seite von Daniel Craig einen Kurzauftritt hatte, sowie ein Remake des Michael-Caine-Klassikers Alfie, in dem sie neben Jude Law und Marisa Tomei spielte. Anschließend bekam Miller 2005 an der Seite von Heath Ledger die zweite Hauptrolle in Casanova.
2007 war sie in dem Fantasyfilm Der Sternwanderer zu sehen. 2008 wurde sie für ihre Rolle in dem britischen Filmdrama The Edge of Love für den BIFA Award als beste Nebendarstellerin nominiert. In der Actionfilm-Adaption G.I. Joe – Geheimauftrag Cobra aus dem Jahr 2009 ist sie mit Channing Tatum zu sehen. Danach legte sie eine Pause vom Film ein und stand Ende 2009 mit Jonny Lee Miller in Patrick Marbers Adaption After Miss Julie nach August Strindbergs Fräulein Julie in New York am Broadway auf der Bühne. In London war sie 2011 am Theatre Royal Haymarket in dem Stück Flare Path unter der Regie von Trevor Nunn zu sehen.
Für den 2012 veröffentlichten Fernsehfilm The Girl, in dem sie die Muse von Alfred Hitchcock Tippi Hedren verkörperte, erhielt Miller Nominierungen für den British Academy Film Award und für den Golden Globe Award. Während der Dreharbeiten sprach sie selber mehrmals mit Hedren. 2014 war sie in dem Sportdrama Foxcatcher als Ehefrau des getöteten Ringers David Schultz zu sehen. In dem Clint-Eastwood-Film American Sniper spielt sie 2014 die Ehefrau Taya Kyle von Chris Kyle, einem US-amerikanischen Scharfschützen, dargestellt von Bradley Cooper. 2015 war sie in Im Rausch der Sterne erneut neben Cooper zu sehen.
Für ihre Rolle in dem britischen Science-Fiction-Film High-Rise von Ben Wheatley an der Seite von Tom Hiddleston erhielt Miller 2015 eine weitere BIFA-Award-Nominierung. Zwischen Februar und März 2015 übernahm sie nach dem geplanten Ausscheiden von Emma Stone die Rolle der Sally Bowles in dem Broadway-Stück Cabaret. 2016 spielte sie in dem Abenteuerfilm von James Gray Die versunkene Stadt Z die Hauptrolle neben Charlie Hunnam und Robert Pattinson. Der Film erzählt die Geschichte des Entdeckers Percy Fawcett, dessen Ehefrau Nina Fawcett sie darstellte. In Live by Night war sie 2016 neben Ben Affleck, Elle Fanning und Chris Cooper zu sehen. 2018 spielte sie mit Paul Rudd in der Filmbiografie über den Baseballspieler Moe Berg The Catcher Was a Spy.
In der amerikanischen Miniserie The Loudest Voice um den Fernsehproduzenten Roger Ailes der von Russell Crowe gespielt wurde, übernahm sie die Rolle der Ehefrau Beth Tilson Ailes. 2019 war sie in dem Action-Thriller 21 Bridges an der Seite von Chadwick Boseman zu sehen. Miller berichtete, dass Boseman auf einen Teil von seinem Gehalt verzichtet hat, damit sie gleichwertig bezahlt werden konnte. In dem Filmdrama Wander Darkly von Tanja Miele aus dem Jahr 2020 spielt sie mit Diego Luna ein Elternpaar.
2022 spielt sie in der britischen Netflix-Miniserie Anatomie eines Skandals die Hauptrolle neben Michelle Dockery und Rupert Friend.
2017 wurde sie in die Academy of Motion Picture Arts and Sciences (AMPAS) aufgenommen, die jährlich die Oscars vergibt.

## Filmografie
Filme
- 2001: South Kensington
- 2002: High Speed
- 2003: The Ride
- 2004: Layer Cake
- 2004: Alfie
- 2005: Casanova
- 2006: Factory Girl
- 2007: Camille
- 2007: Der Sternwanderer (Stardust)
- 2008: Interview
- 2008: Ein verhängnisvoller Sommer (The Mysteries of Pittsburgh)
- 2008: The Edge of Love
- 2008: Kis Vuk (Stimme von Darcey)
- 2009: G.I. Joe – Geheimauftrag Cobra (G.I. Joe: The Rise of Cobra)
- 2009: Hippie Hippie Shake (unveröffentlicht)
- 2012: Just Like a Woman
- 2012: The Girl (Fernsehfilm)
- 2012: Nous York
- 2012: Yellow
- 2012: 2 Jacks
- 2013: iLove: geloggt, geliked, geliebt (A Case of You)
- 2014: Foxcatcher
- 2014: American Sniper
- 2015: Dirty Trip – Ein dreckiger Trip (Mississippi Grind)
- 2015: Big Business – Außer Spesen nichts gewesen (Unfinished Business)
- 2015: High-Rise
- 2015: Im Rausch der Sterne (Burnt)
- 2016: Die versunkene Stadt Z (The Lost City of Z)
- 2016: Live by Night
- 2016: So Good to See You (Kurzfilm)
- 2017: The Private Life of a Modern Woman
- 2018: American Woman
- 2018: The Catcher Was a Spy
- 2019: 21 Bridges
- 2020: Wander Darkly
- 2023: North Star
- 2024: Horizon – Eine amerikanische Saga – Kapitel 1 (Horizon: An American Saga – Chapter 1)
- 2024: Horizon – Eine amerikanische Saga – Kapitel 2 (Horizon: An American Saga – Chapter 2)

Synchronsprecherin
- 2008: Kis Vuk

Serien
- 2002: The American Embassy (Folge 1x04)
- 2002: Bedtime (4 Folgen)
- 2003–2004: Keen Eddie (13 Folgen)
- 2009, 2011: Top Gear (2 Folgen)
- 2019: The Loudest Voice (7 Folgen)
- 2022: Anatomie eines Skandals (Anatomy of a Scandal, 6 Folgen)
- 2022: Chivalry (2 Folgen)
- 2023: Extrapolations (3 Folgen)
- 2024: Lass es, Larry! (Curb Your Enthusiasm, 3 Folgen)

## Theatrografie
- 2005: Celia in As You Like It, Wyndham’s Theatre, West End
- 2009: Miss Julie in After Miss Julie, American Airlines Theatre, Broadway
- 2011: Patricia in Flare Path, Theatre Royal Haymarket, West End
- 2015: Sally Bowle in Cabaret, Studio 54, Broadway
- 2017: Margaret in Cat on a Hot Tin Roof, Apollo Theatre, West End

## Auszeichnungen

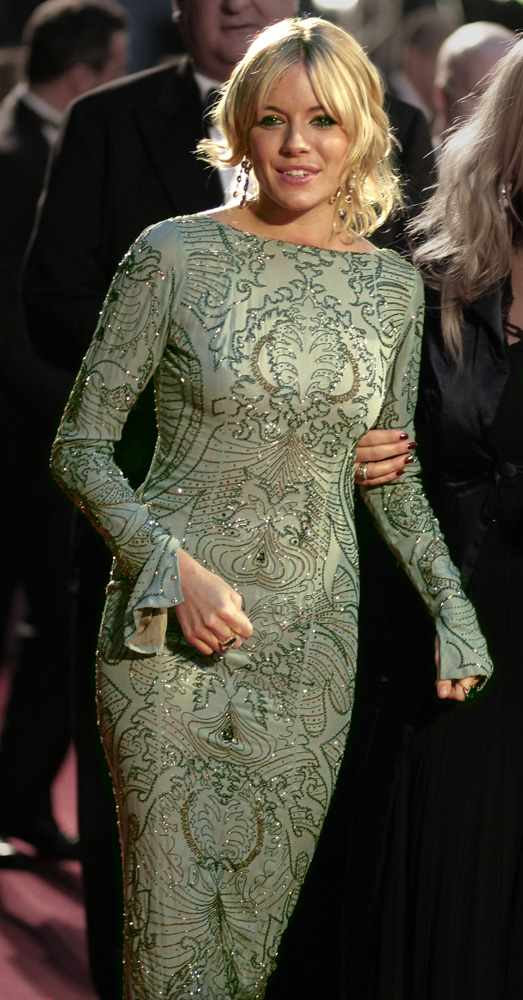
Miller bei den British Academy Film Awards 2007

| Jahr | Preis                                    | Kategorie                      | Film                           |
| ---- | ---------------------------------------- | ------------------------------ | ------------------------------ |
| 2007 | Environmental Media Awards               | Futures Award                  |                                |
| 2009 | ShoWest Awards                           | Beste Nebendarstellerin        | The Edge of Love               |
| 2010 | Goldene Himbeere                         | Schlechteste Nebendarstellerin | G.I. Joe – Geheimauftrag Cobra |
| 2012 | Festival de la fiction TV de La Rochelle | Beste Darstellerin             | Just like a woman              |

## Nominierungen
| Jahr | Preis                                        | Kategorie                                            | Film             |
| ---- | -------------------------------------------- | ---------------------------------------------------- | ---------------- |
| 2007 | Independent Spirit Awards                    | Beste Hauptdarstellerin                              | Interview        |
| 2007 | London Film Critics Circle Awards            | Beste britische Hauptdarstellerin                    | Interview        |
| 2008 | BAFTA                                        | Bester Nachwuchsstar                                 |                  |
| 2008 | BIFA Award                                   | Beste Nebendarstellerin                              | The Edge of Love |
| 2012 | Golden Globe Award                           | Beste Darstellerin (Miniserie oder Fernsehfilm)      | The Girl         |
| 2012 | BAFTA TV Award                               | Beste britische Darstellerin (Fernsehen)             | The Girl         |
| 2013 | Critics’ Choice Television Award             | Beste Nebendarstellerin (Miniserie oder Fernsehfilm) | The Girl         |
| 2015 | Denver Film Critics Society Awards           | Beste Darstellerin                                   | American Sniper  |
| 2015 | Central Ohio Film Critics Association Awards | Bestes Ensemble                                      | Foxcatcher       |
| 2015 | British Independent Film Awards              | Beste Nebendarstellerin                              | High-Rise        |